# Torre del Parque 2
La Torre Morada 2 es un edificio ubicado en la ciudad de Monterrey, Nuevo León y cuenta con 8 elevadores (ascensores). El edificio se convirtió en 1998 en el tercero más alto de la ciudad, incluyendo el área metropolitana. Actualmente es el séptimo más alto de la ciudad y uno de los más modernos del norte de México.

## Características
- Su altura es de 120 metros y tiene 28 pisos.

- La altura de piso a techo es de 3.67 m.

- El área total del rascacielos es de 40,500 m².

## Detalles Importantes
- Su construcción comenzó en 1997 y finalizó en 1998 para convertirse en el edificio más alto de Monterrey hasta el 2006, fecha en la que pasó al segundo puesto por la construcción del Hospital Ángeles Monterrey. Para finales del 2009 será el tercer edificio más alto de Monterrey por la construcción de la Torre Ciudadana.

- Tiene 5 niveles subterráneos de aparcamiento, el cual actualmente funciona con un sistema guiado.

- Los materiales que se usaron en su construcción fueron cristalería, en la mayor parte de su estructura; acero y concreto.

- Su constructora fue DYCUSA.

## Datos clave
- Altura: 110-120 metros.
- Área Total: 40,912 m².
- Pisos: 5 niveles subterráneos de estacionamiento y 28 pisos.
- Condición: En Uso.
- Rango: 	
  - En México: 46.º lugar, 2011: 69.º lugar
  - En Monterrey: 3.º lugar
  - En el Área Metropolitana de Monterrey: 18.º lugar